# 上江別駅

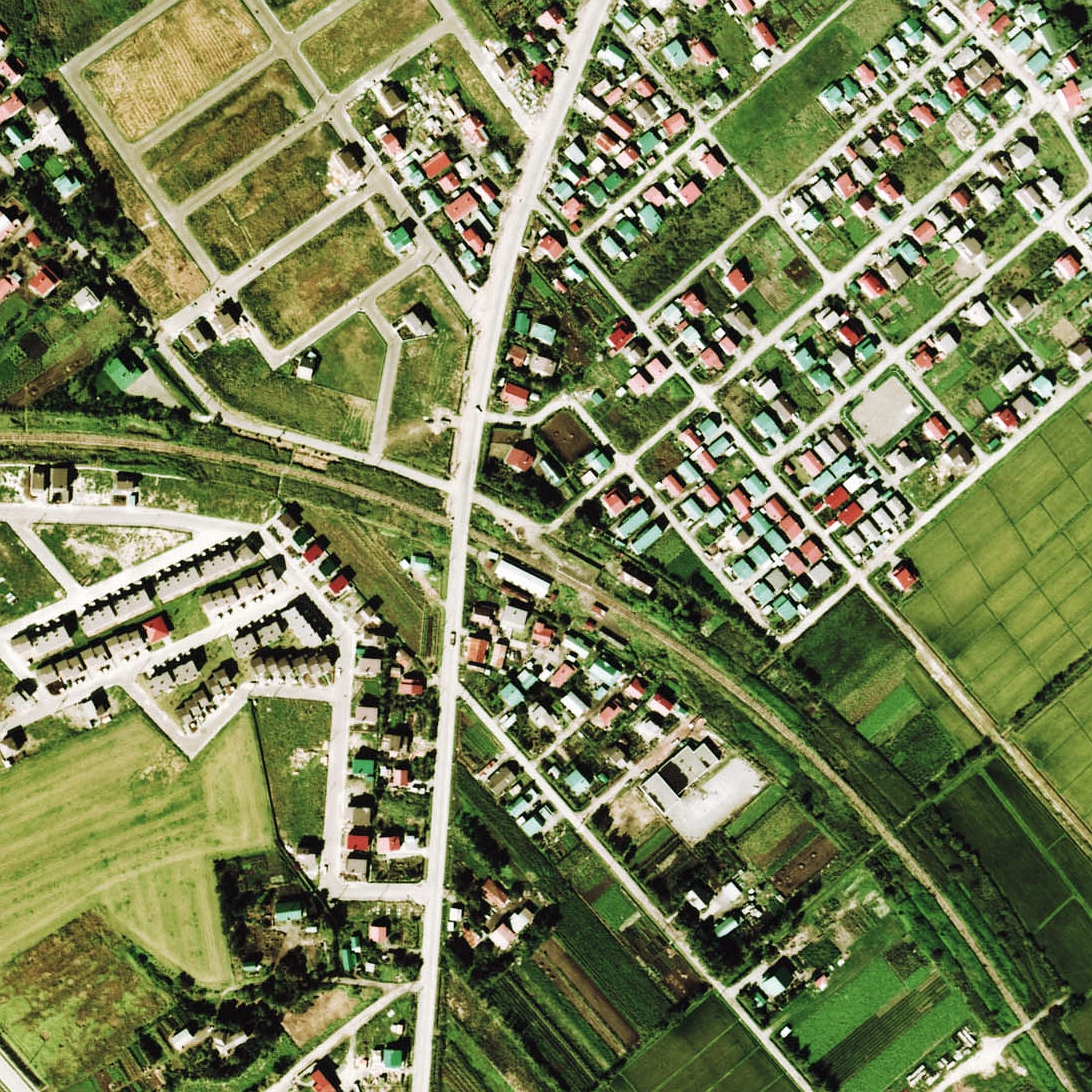
1976年の上江別駅跡と周囲500 m範囲。右下が栗山方面。特徴のある長方形のホームが草生して残っている。

上江別駅（かみえべつえき）は、北海道江別市上江別にあった夕張鉄道の駅（廃駅）である。夕張鉄道線の合理化に伴い1974年に廃止された。野幌バス停留所駅開設前には暫定的に札幌連絡バスの発着駅となった。また、車扱貨物の取扱いがあった当時は、函館本線江別駅の北側にある王子製紙江別工場への原木も取扱われたこともあった。

## 歴史
- 1930年（昭和5年）11月3日：開業。
- 1956年（昭和31年）
  - 9月20日：当駅 - 札幌大通間バス連絡輸送開始。
  - 12月1日：野幌バス停留所駅設置、野幌バス停留所 - 札幌大通間バス連絡輸送開始。当駅での列車連絡廃止 。
- 1960年（昭和35年）7月1日：車扱貨物廃止。
- 1974年（昭和49年）
  - 4月1日：旅客営業休止。
  - 10月1日：廃止。

## 駅構造
単式ホーム1面1線の地上駅だった。ホーム上から連絡バスが発着した。

## 駅周辺
- 夕鉄バス「上江別」停留所

## その他
当駅から札幌市内の大通まで「札幌急行鉄道」の路線を新設して夕張鉄道線と直通させる構想があり、免許申請も行われていたが取り下げられ、実現には至らなかった。
詳細は定山渓鉄道線#札幌急行鉄道の節を参照。

## 隣の駅
夕張鉄道
夕張鉄道線
北海鋼機前駅 - 上江別駅 - 下の月駅